# Roca Gran (Montellà i Martinet)
La Roca Gran és una muntanya de 2.088 metres que es troba al municipi de Montellà i Martinet, a la comarca de la Baixa Cerdanya.
Aquest cim està inclòs al llistat dels 100 cims de la FEEC